# Tick-Tack-Quiz
Tick-Tack-Quiz war eine ca. 30-minütige Quizsendung mit hohen Einschaltquoten, die von 1958 bis 1967 in der ARD ausgestrahlt wurde. Moderator war Fritz Benscher. Die vom Bayerischen Rundfunk produzierte Quizsendung lief zunächst in den vorabendlichen Regionalprogrammen (1. Programm) der einzelnen Rundfunkanstalten und kam ab dem 3. Oktober 1964 ins Hauptprogramm.
Die ursprüngliche Show lief von 1956 bis 1959 in den USA unter dem Titel "Tic-Tac-Dough" (mit Jack Barry).

## Ablauf
Zwei Kandidaten (X – der Champion und O – der Herausforderer) spielten um einen Jackpot. Auf dem quadratischen Spielfeld befanden sich neun Felder, denen Fragekategorien zugeordnet waren. Abwechselnd suchte sich einer der Kandidaten eine Kategorie aus. Konnte er die ihm gestellte Frage beantworten, leuchtete sein Symbol (X oder O) auf dem Spielfeld auf. Die Kategorie war damit besetzt und dem Jackpot wurde – abhängig vom Schwierigkeitsgrad der Frage – ein Betrag hinzugefügt. Die Spieler mussten ihre Fragen so wählen, dass angelehnt an das Spiel Tic-Tac-Toe – waagerecht, senkrecht oder diagonal – eine Reihe aus drei gleichen Symbolen (XXX oder OOO) entstand. Allerdings waren die Fragen in der Mitte schwerer zu beantworten. Der Sieger kam eine Runde weiter, der Verlierer erhielt als Trostpreis eine Kuckucksuhr.

## Sonstiges
Der Moderator Fritz Benscher nahm die Spielregeln nicht allzu ernst. Ihm kam es mehr auf den Unterhaltungswert an, den er mit Wortwitz und lockeren Sprüchen förderte.